# 박태원 (1909년)
박태원(한국 한자: 朴泰遠, 1909년 1월 17일~1986년 7월 10일)은 일제 강점기 시대와 북의 친일 성향 사회주의 계파 시인, 소설가, 문학평론가, 정치인, 대학 교수였고, 본은 밀양(密陽)이다.
호(號)는 구보(丘甫, 仇甫, 九甫), 몽보(夢甫), 박태원(泊太苑)이다. 1929년 일본 도쿄 호세이 대학교 법정학과 1학년을 중퇴하였다.
그는 1909년 1월 17일, 대한제국의 한성부에서 출생하였으며, 숙부(박용남)가 서양의학 소아내과 의사, 숙모가 보통학교 교사 등으로 일하는 제법 개화적인 이른바 서구적 집안 분위기에서 자랐다. 경성제1고등보통학교 재학 중이던 1926년 《조선문단》에 시 〈누님〉을 발표하며 등단했다. 1929년 11월, 일본 호세이 대학 법정학과 1학년 시절에 중퇴한 후 귀국한 1930년 신생 10월호에 단편 소설 〈수염〉을 발표하고 본격적인 창작 활동을 시작하였으며, 1933년 이태준, 정지용, 이상, 김유영, 김기림 등과 함께 순문학적, 유미주의적 성향의 구인회를 결성했다. 1934년 10월 27일, 한의사(한의원 원장)인 김중하 씨와 그의 부인인 이연사 씨의 무남독녀 김정애(金貞愛, 1912년~1984년)와 결혼. 신부 김정애 여사는 경성 숙명여고보를 수석으로 졸업(1929년)하고, 경성사범학교 여학부 본과(1931년)라는 곳을 나온 재원이었음.
광복 후인 1946년 좌익 계열의 문학인 단체인 조선문학가동맹의 중앙집행위원 등을 맡는 등 잠시 남로당 계열의 문예 운동에 몸을 담았다가, 1947년 탈맹(문동 탈퇴)을 한 이듬해 1948년 국민보도연맹에 사무위원으로 가입하며 전향했다.
1950년 한국 전쟁 발발 후 서울에 온 리태준, 안회남, 오장환, 정인택, 리용악 등을 따라 남조선문학가동맹 평양시찰단원 등의 신분으로 평양에 건너가 이후 사실상 착(着)을 한 것으로 알려졌다. 이해 7월경 조용만(고려대학교 명예교수 겸 연세대학교 초빙교수 등을 지낸 수필가 겸 영문학자)에게 목격된 것이 남쪽에서 박태원을 보았다는 마지막 증언이다.
1950년 한국 전쟁 중엔 종군 기자 등으로 활동하였다. 사실상 월북 및 평양 정착 이후, 1952년 《로동신문》에 〈리순신 장군〉을 연재하였으며, 훗날 평양에서 〈임진조국전쟁 360주년 기념 리순신장군전〉을 발간했다. 1953년 9월 이후부터 평양 문학대학교 교수로 재직하고, 국립고전예술극장 고문 겸 전속작가 등로도 활동. 《갑오농민전쟁》은 북한(평양)에서 재혼한 계배 아내 권영희가 구술을 받아 적어 완성했으며, 마지막 3편은 숙환(열병)으로 구술 능력마저 잃은 후에 권영희가 대신 집필한 것으로 알려져 있다. 권영희(박태원 작가의 재혼 계배 부인)는 박태원의 경성 제일고보 동창이자 구인회 시절 동료였던 정인택(1909년~1952년)의 아내로, 1952년 정인택 사후인 1956년 박태원과 재혼한 것이다. 특히 권영희(1913년~2002년)는 박태원과 막역한 문학적 교류를 나누었던 작가 이상(1910년~1937년)의 옛 연인이었다는 설이 있다. 박태원의 주요 서훈으로는 1979년 12월 1일 당시 인민 국기훈장 1급 수여와 만70회 생일상 하사 및 1986년 7월 10일 사후 1998년 11월 18일 최고인민회의 상임위원회에서 애국렬사로 승인하여 평양 신미리 렬사릉으로 이장함.
작품으로는 일제 강점기 지식인의 자의식을 모더니즘적인 기법으로 묘사한 중편 〈소설가 구보씨의 일일〉(1934년)를 비롯하여 첫째 남동생 박문원(朴文遠, 1920년~1973년)이 장정(삽화)을 맡은 소설집 《천변풍경》(1936년), 월북 후 북한에서 집필한 대하 역사 소설 《계명산천은 밝아오느냐》, 《갑오농민전쟁》 등이 있다. 한국 전쟁 중 1951년 월북한 아우 박문원(朴文遠)은 사회주의 계파 미술평론가로 유명하다.
1973년 4월 28일에는 함께 월북하여 지낸 아우 박문원을 심근 경색으로 잃었다. 아울러 박태원은 사망 시기가 잘 알려져 있지 않은 남로당 계열 문인들과는 달리 1986년 7월 10일에 고혈압으로 사망을 한 즉시 《조선문학》에도 부고 기사가 실렸다. 또한 유족으로 장녀(박영은)와 3녀(박설영)가 평양에서 같이 함께 있었으며, 특히 무엇보다 한편으로는, 정인택과 권영희 사이에서 태어난 둘째딸(정인택 작가의 차녀 정태은)로 현재 북한(평양)에서 작가로 활동하고 있는 정태은이 2000년 평양에서 〈나의 아버지 박태원〉이라는 글을 《통일문학》에 발표하여, 다른 월북 작가들에 비하여 월북 이후 행적이 비교적 소상히 알려져 있다.
박태원은 2남 3녀와 이전 배우자(김정애, 1912년~1984년) 등 가족을 모두 서울에 두고 평양으로 단신 월북했다. 이중 중학생이던 맏딸 박영은과, 셋째딸 박설영은 큰삼촌 박문원(박태원 작가의 첫째 남동생)과 동반하여 1951년 월북했으며, 대한민국에 남은 가족 중 둘째딸(박소영 부부)의 막내 아들(박태원의 외손)이 바로 봉준호 영화감독이다.

## 이외 이력
- 경성여고보 한문 교사(1931년~1932년)
- 경성여자사범학교 교수(1937년~1938년)
- 조선공산당 당무위원(1943년~1944년)
- 조선문학가동맹 중앙집행위원(1946년~1947년)

## 사후
일제강점기 말기에 일본의 군국주의를 미화한 《군국의 어머니》(1942년)라는 책을 낸 바 있다. 그러나 친일 행적이 노골적이지는 않아서, '소극적 협력'으로도 불리고 있다.
2005년 민족문제연구소가 친일인명사전에 수록하기 위해 예비 명단을 정리했을 때 포함되었으나, 최종 명단에서는 제외되었다. 2002년 공개된 친일 문학인 42인 명단에 선정되어 있다. 선정 당시 친일 작품은 일화 모음집인 《군국의 어머니》 외에 《조광》과 《매일신보》에 기고한 글이 각각 한 편씩 있어, 총 3편이다.
이후 역사학계를 중심으로 각 분야의 전문연구자 150여 명이 편찬위원으로 참여했으며, 180여 명의 집필위원, 문헌자료 담당 연구자 80여 명이 관여하여 2009년 민족문화연구원에서 발행한 『친일인명사전』에는 제외되었다.

## 작품 목록
- 1926 누님
- 1929 해하의 일야
- 1930 적멸
- 1934 소설가 구보씨의 일일
- 1936 방란장 주인
- 1936 천변풍경
- 1937 금은탑
- 1937 성탄제
- 1938 우맹
- 1960 임진조국전쟁
- 1963 계명산천은 밝았느냐
- 1977 갑오농민전쟁 1부
- 1980 갑오농민전쟁 2부
- 1986 갑오농민전쟁 3부

## 참고 자료
- 조영복 (2002년 9월 10일). 〈박태원 - 역사소설에 꿈을 묻은 모던 보이〉. 《월북 예술가, 오래 잊혀진 그들》. 서울: 돌베개. ISBN 978-89-7199-150-3.
- 조영복, 월북지식인들의 행로 (9) 박태원 보관됨 2005-12-05 - 웨이백 머신 《조선일보》 (2001.3.4)